# محمد قاسمی‌نژاد
محمد قاسمی‌نژاد (زادهٔ ۱۴ اسفند ۱۳۶۷ بابل) بازیکن فوتبال اهل ایران است که در پست هافبک بازی می‌کند.

## جسارت های وابسته
محمد قاسمی نژاد پسر عموی امین قاسمی نژاد بازیکن مطرح لیگ برتری است.

## سوابق باشگاهی
قاسمی نژاد فوتبال خود حرفه ایی خود را از باشگاه فوتبال گهر دورود آغاز و برای تیم های
- مس سرچشمه : در سال  ۲۰۱۱ به مدت یک فصل در این باشگاه بازی انجام داد.[۲][۳]
- صنعت نفت آبادان  انجام ۱۷ بازی ویک گل برای باشگاه انجام داد .[۴][۵]
- نساجی مازندران  در سال ۲۰۱۴ به مدت سه فصل به این باشگاه با سابقه پیوست و نزدیک به هفتاد  بازی فصل درخشانی را سپری کرد.[۶][۷]
- خونه به خونه بابل: در سال ۲۰۱۸ برای یک فصل به این باشگاه پیوست و ۳۱ بازی انجام داد.[۸][۹]
- پدیده مشهد : برای باشگاه پدیده ۲۳ بازی و ۳ گل زد[۱۰][۱۱]
- فولاد خوزستان :به مدت دو فصل به باشگاه فوتبال فولاد خوزستان پیوست و با این تیم در لیگ قهرمانان آسیا حضور یافت.[۱۲][۱۳]
- پیکان:  برای باشگاه فوتبال پیکان یک فصل بازی انجام داد و در اکثر بازی ها به عنوان بازیکن و کاپیتان بازی انجام داد.[۱۴]
- مس کرمان : از سال ۲۰۲۲ به باشگاه فوتبال مس  کرمان  پیوسته و در این تیم کاپیتان می باشد و خود را آماده حضور در لیگ برتر می‌کنند.